# Micropterus punctulatus
Cá vược đốm (Danh pháp khoa học: Micropterus punctulatus) còn gọi là cá đốm là một loài cá vược trong họ cá thái dương Centrarchidae thuộc bộ cá vược, chúng là một loài cá nước ngọt và là một trong trong những loài cá vược đen có nguồn gốc từ lưu vực sông Mississippi và trải dài qua các tiểu bang vùng Vịnh, từ trung tâm Texas. Chúng là một loài cá câu thể thao được ưa thích ở Mỹ.

## Phân bố
Dãy tự nhiên của nó trải dài vào các tiểu bang miền Trung Tây Đại Tây Dương và nó đã được đưa vào phía tây Bắc Carolina và Virginia. Nó cũng đã được du nhập đến Nam Phi, nơi chúng đã được thiết lập được quần thể ở một số vùng biển bị cô lập. Chúng được phân bố khắp lưu vực sông Ohio cũng như lưu vực sông Mississippi ở trung tâm và hạ lưu sông Mississippi. Loài này có thể được tìm thấy ở các tiểu bang Gulf Coast từ Texas đến Florida. Chúng còn được phát hiện có nguồn gốc ở các vùng Đông Texas, đặc biệt là ở sông Sabine, sông Neches và sông Cypress. Trong năm 2010, cộng đồng khoa học chính thức công nhận một phân loài riêng biệt của cá vược đốm, bản địa của sông Tallapoosa và sông Coosa. 

## Đặc điểm
Nó thường bị nhầm lẫn với cá vược miệng rộng phổ biến và phổ biến hơn. Một cách thuận tiện để phân biệt giữa cá vược đốm và cá vược miệng rộng là kích cỡ của cái miệng. Cá vược đốm giống cá vược miệng rộng về màu sắc nhưng sẽ có một cái miệng nhỏ hơn, có vảy trên phần gốc của vây lưng thứ hai, vây lưng đầu tiên và thứ hai của nó được kết nối rõ ràng, và xương hàm trên của nó không mở rộng trở lại hoặc vượt quá cạnh phía sau của đôi mắt. 

## Tập tính
Chúng ăn côn trùng, giáp xác, ếch, sâu bọ và cá nhỏ. Cá vược đốm thường ăn cá nhỏ, tôm hùm đất (crayfishes), và côn trùng dưới nước. Chúng ăn mồi bằng cách sử dụng lực hút bằng cách mở miệng và tạo ra một áp lực hút con mồi vào trong đó. Chúng được đánh giá cao như là một loài cá câu thể thao (gamefish) và kích thước trung bình là lớn hơn nhiều so với phổ biến hơn vùng Kentucky với ghi nhận cân nặng 10,27 lb. Cá vược đốm (M. punctulatus) có thể đạt được tổng chiều dài gần 64 cm (25 inch), đạt trọng lượng lên đến 5.2 kg (11 lb). Nó có thể đạt đến độ tuổi ít nhất là bảy năm.
Chúng có khuynh hướng được tìm thấy ở những khu vực có miệng hố lớn hơn, và thường sống ở những vùng quá ấm, đục. Chúng thường lượn lờ xung quanh thảm thực vật thủy sinh, các khúc gỗ ngập nước, và các bức tường đá hoặc đá vôi trong các dòng suối, sông ngòi và hồ chứa nhỏ đến lớn. Chúng có thể sống được khoảng 6 năm. Mùa đẻ trứng từ tháng 4 đến tháng 5 trong môi trường sống tương tự như cá vược miệng nhỏ. Những con đực xây một cái tổ trong sỏi hoặc chất nền khác sau đó lôi kéo một con cái để trứng của mình. Con đực bảo vệ trứng cho đến khi trứng nở và cá con tung tăng bơi đi. 